# 圣洛朗迪蒙
圣洛朗迪蒙（法語：Saint-Laurent-du-Mont，法語發音：[sɛ̃ loʁɑ̃ dy mɔ̃] ⓘ）是法国卡尔瓦多斯省的一个市镇，属于利雪区。

## 地理
圣洛朗迪蒙（49°8'26"N, 0°2'12"E）面积3.48 平方千米，位于法国诺曼底大区卡爾瓦多斯省，该省份为法国西北部沿海省份，北濒大西洋英吉利海峡，东北与滨海塞纳省以海上边界相接，东临厄尔省，南至奧恩省，西与芒什省接壤。
与圣洛朗迪蒙接壤的市镇（或旧市镇、城区）包括：康布勒梅尔、欧日地区克雷沃克尔、埃斯特雷圣母村、埃斯特雷圣母村-科尔邦。

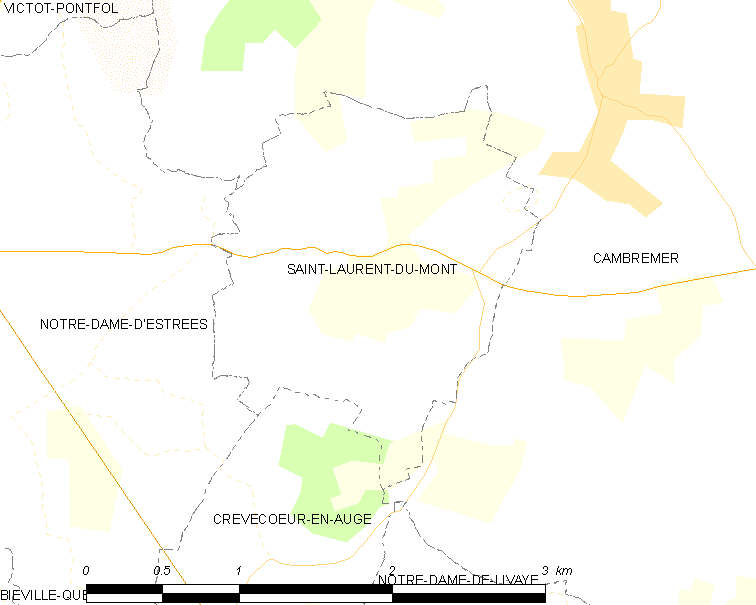
圣洛朗迪蒙的OSM定位图

圣洛朗迪蒙的时区为UTC+01:00、UTC+02:00（夏令时）。

## 行政
圣洛朗迪蒙的邮政编码为14340，INSEE市镇编码为14604。

## 政治
圣洛朗迪蒙所属的省级选区为梅济东瓦莱多日县。

## 人口

1962-2008年间圣洛朗迪蒙人口变化图示

圣洛朗迪蒙于2015时的人口数量为192人。